# Sabatieria palmaris
Sabatieria palmaris is een rondwormensoort uit de familie van de Comesomatidae. De wetenschappelijke naam van de soort is voor het eerst geldig gepubliceerd in 1984 door Fadeeva & Belogurov.